# Silly Boy Blue
Silly Boy Blue è un brano musicale scritto dall'artista inglese David Bowie, nona traccia dell'album eponimo del 1967.

## Il brano
Si tratta di uno dei primi segnali della "fase buddhista" di David Bowie, che nel febbraio del 1966 aveva dichiarato a Melody Maker: «Voglio andare in Tibet. È un posto affascinante, sapete... I monaci tibetani, i Lama si seppelliscono per settimane tra le montagne e mangiano solo ogni tre giorni. Sono assurdi, e si dice che vivano centinaia di anni».
Ispirato dal libro di Heinrich Harrer del 1953 Sette anni nel Tibet e dall'incontro con il rifugiato Chimi Youngdong Rimpoche, Bowie si rivolge ad un "bambino del Tibet" evocando le montagne di Lhasa e la reincarnazione.
Nel brano si trovano accenni densi delle aspettative che si alimentavano fra i giovani degli anni sessanta ma per Bowie non si trattava dell'euforia di un momento. Il bisogno di riposte è sempre stato un tema centrale per il cantante e lo stesso argomento sarà sviluppato con maggior partecipazione emotiva negli anni successivi, fino all'album Reality del 2003.

## Registrazione
La traccia venne registrata ai Decca Studios di Londra nel dicembre 1966 ma un demo di Silly Boy Blue era già stato inciso da Bowie nell'ottobre 1965 agli RG Jones Studios insieme a The Lower Third, gruppo in cui militava in quel periodo, anche se il testo aveva molto più a che vedere con la Londra suburbana che con il Tibet.
Una nuova registrazione del brano è avvenuta nel 2000 in previsione del suo inserimento nell'album Toy, ad oggi mai pubblicato.

## Formazione
- David Bowie - voce, chitarra, sassofono
- Derek Boyes - organo
- Derek Fearnley - basso
- John Eager - batteria

## Silly Boy Bluedal vivo
Il 18 dicembre 1967 David Bowie registrò il brano nella sua prima sessione BBC per il programma Top Gear, replicandola in quella del 13 maggio 1968 con un elaborato arrangiamento di Tony Visconti completo di gong e campane. Fino all'anno successivo Silly Boy Blue avrebbe costituito l'accompagnamento per la sequenza mimica Jetsun and the Eagle.
Il 26 febbraio 2001 Bowie ha eseguito Silly Boy Blue alla Carnegie Hall di New York durante il Tibet House Benefit Concert, accompagnato per l'occasione da Moby alla chitarra, Tony Visconti al basso, Sterling Campbell alla batteria e Philip Glass al pianoforte.

## Pubblicazioni
Silly Boy Blue è presente nelle seguenti raccolte:
- The World of David Bowie (1970)
- Images 1966-1967 (1973)
- Starting Point (1977)
- Profile (1979)
- A Second Face (1983)
- David Bowie: The Collection (1985)
- Rock Reflections (1990)
- The Deram Anthology 1966-1968 (1997)
- Bowie at the Beeb (2000)
- Nothing Has Changed (2014)

## Cover
Cover di Silly Boy Blue sono state pubblicate dal cantante inglese Billy Fury come singolo nel 1968 e dai Kicell in Tribute to David Bowie del 2007.